# Sambuca Pistoiese
Sambuca Pistoiese er en lille landsby/kommune i provinsen Pistoia i den nordlige af Toscana, Italien. Kommunen har 1.604 indbyggere.